# The Molly Maguires
The Molly Maguires is een Amerikaanse film van Martin Ritt die werd uitgebracht in 1970. 
Het scenario is gebaseerd op een roman (1969) van Arthur H. Lewis. 

## Verhaal
1876, in de steenkoolmijnen streek van Pennsylvania. De mijnwerkers worden gewetenloos uitgebuit door de directie van de mijnmaatschappij. In al hun ellende worden ze enkel gesteund door de 'Molly Maguires', een van oorsprong Iers geheim genootschap dat de rechten van de Ierse mijnwerkers-immigranten desnoods met geweld verdedigt. Zo wreken ze met sabotage en moord het onrecht dat de mijnwerkers wordt aangedaan. 
Op vraag van de directie doet de privépolitie van de mijnen een beroep op de diensten van James McParlan, een detective die eveneens van Ierse afkomst is. Deze infiltreert onder de naam McKenna in de 'Molly Maguires' en komt zo hun plannen te weten. Op een bepaald ogenblik moet hij echter kiezen tussen de strijd van de Ierse groep en de belangen van zijn opdrachtgever.

## Rolverdeling
| Acteur           | Personage                        |
| ---------------- | -------------------------------- |
| Sean Connery     | 'Black Jack' Kehoe               |
| Richard Harris   | detective James McParlan/McKenna |
| Samantha Eggar   | Mary Raines                      |
| Frank Finlay     | politiekapitein Davies           |
| Anthony Zerbe    | Tom Dougherty                    |
| Bethel Leslie    | mevrouw Kehoe                    |
| Art Lund         | Frazier                          |
| Philip Bourneuf  | pastoor O'Connor                 |
| Anthony Costello | Frank McAndrew                   |